# Galerudolphia frontalis
Galerudolphia frontalis es una especie de insecto coleóptero de la familia Chrysomelidae.
Fue descrita científicamente en 1919 por Laboissiere.